# 韓建洙
韓 建洙（ハン・ゴンス、朝鮮語: 한건수/韓建洙、1921年8月10日 - 1994年8月5日）は、大韓民国のジャーナリスト、政治家、実業家。 第6・8・9・10代韓国国会議員。本貫は清州韓氏、号は鳳巌（ボンアム、봉암/鳳巖）。
元の名前の漢字表記は韓 鍵洙（ハングル表記同じ）であったが、煩雑であったため第2代総選挙の後は金偏のない「韓 建洙」の名前を選挙区民宛のハガキと手紙に使用した。その後は裁判所により改名許可を受けた。

## 経歴
日本統治時代の忠清南道礼山郡に生まれた。礼山農業学校（現在は廃校）を卒業後に渡日し、早稲田大学法学科を卒業した。
世界日報社編集局次長、批判新聞の主筆などを務めた後、1948年より監察委員会（2022年現在は監査院）情報課長、調査課長、1951年より政界公論主筆、1952年より弘益大学校事務処長を務めた。その後第6代総選挙に国民の党の公認で立候補して当選し、国会議員となった。第7代総選挙で落選したため、この選挙での開票不正に関する訴訟に勝訴したものの、朴炳善の辞職からの残余任期は1年未満なので、補欠選挙は行われなかった。第8代総選挙、第10代総選挙に新民党の公認で立候補して当選した。党職としては民主党院内副総務、民衆党忠南第8地区党委員長・議員総会副総務、三民会・民主党・国民の党・自由民主党院内総務、新民党院内総務・忠南道党委員長・政務委員・中央政治訓練院長・外務国防委員長、新韓民主党政務委員などを歴任した。1982年に政界を引退し、実業家として活動した。
1994年8月5日、持病により死去した。享年73。